# 8 (영화)
《8》은 미국에서 제작된 제인 캠피언, 가엘 가르시아 베르날, 얀 쿠넹 등 8명의 감독을 맡은 2008년 옴니버스 영화이다. 잉그바 에거트 시거드슨 등이 주연으로 출연하였고 이인아 등이 제작에 참여하였다.

## 출연

### 주연
- 잉그바 에거트 시거드슨
- 콘코나 센 샤르마

### 조연
- 크리스 헤이우드
- 저스틴 클락
- 란비르 쇼레이
- 러셀 딕스트라
- 마타 맥고너글
- 클레이튼 제이콥슨
- 바네사 폴
- 제네비에브 레몬
- 토마스 스펜서
- 레브타 캐넌
- 해리 그린우드
- 앨리스 잉글러트
- 디 애덤스
- 이안 압둘라

## 기타
- 협력프로듀서: 벨린다 므라비식
- 미술: 세바스찬 수컵
- 미술: 애덤 스톡하우젠
- 세트: 크리스 모란
- 배역: 신디 톨란